# 比尔尼亚克
比尔尼亚克（法語：Burgnac，法語發音：[byʁɲak]）是法国新阿基坦大区上维埃纳省的一个市镇，属于利摩日区。

## 地理
比尔尼亚克（45°43'34"N, 1°9'5"E）面积11.5 平方千米，位于法国新阿基坦大区上维埃纳省，该省份为法国中西部省份，北起顺时针与安德尔省、克勒兹省、科雷兹省、多爾多涅省、夏朗德省和维埃纳省接壤。
与比尔尼亚克接壤的市镇（或旧市镇、城区）包括：贝纳克、梅亚克、博斯米莱吉耶、茹尔尼亚克、拉维尼亚克、旧圣马丹。

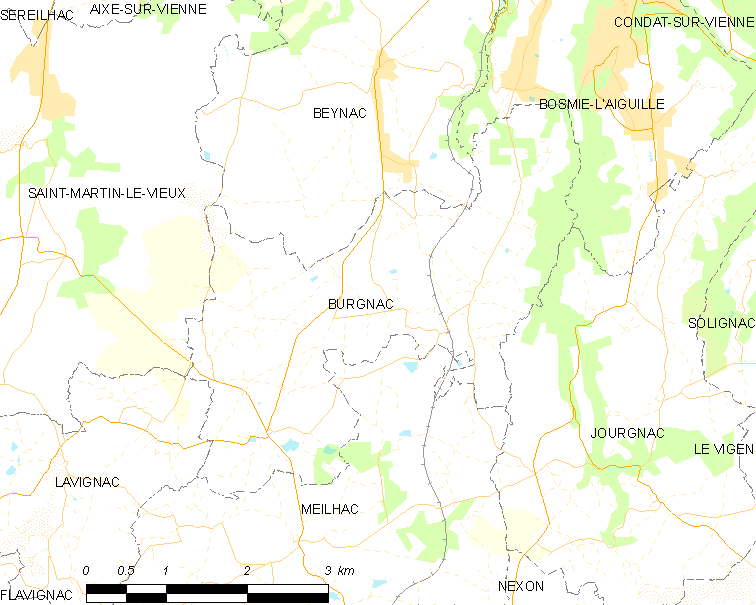
比尔尼亚克的OSM定位图

比尔尼亚克的时区为UTC+01:00、UTC+02:00（夏令时）。

## 行政
比尔尼亚克的邮政编码为87800，INSEE市镇编码为87025。

## 政治
比尔尼亚克所属的省级选区为维埃纳河畔艾克斯县。

## 人口

1962-2008年间比尔尼亚克人口变化图示

比尔尼亚克于2022年1月1日时的人口数量为858人。